# Nossa Senhora de Guadalupe e São Filipe Mártir na Via Aurelia (título cardinalício)
Nossa Senhora de Guadalupe e São Filipe Mártir na Via Aurelia (em latim, Dominae Nostrae de Guadalupe et Sancti Philippi martyris in Via Aurelia) é um título cardinalício instituído em 28 de junho de 1991 pelo papa João Paulo II. Sua sede se encontra na Via Aurélia, em Roma, na igreja de Nostra Signora di Guadalupe e San Filippo Martire.

## Titulares protetores
- Juan Jesús Posadas Ocampo (1991-1993)
- Juan Sandoval Íñiguez (1994-)